# Eišiškės
Eišiškės (lengyel Ejszyszki) város Litvániában, az ország délkeleti részén.
Eišiškės egy olyan város, amelyben a lengyel népesség legnagyobb százalékban él Litvániában (83,26% a 2011. évi adatok alapján). A litvánok 8,37%-ot képviselnek.

## Története

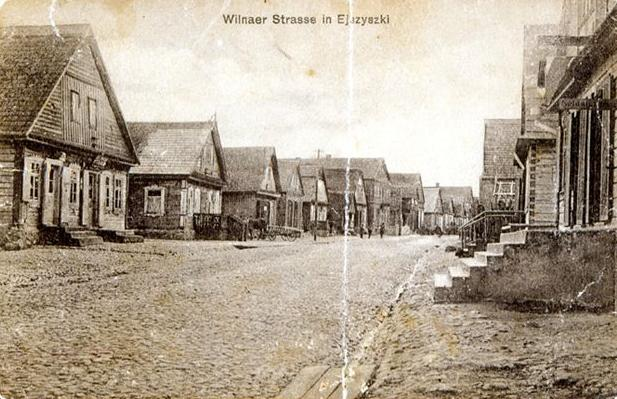
Ejszyszki 1915-1917 körül

III. János lengyel király megadta a városi jogokat a 17. században. Eišiškės volt a Lengyel–Litván Unió királyi városa, amely Krakkót és Vilniusot összekötő fontos útvonalon található. 1795-ben a Lengyelország III. felosztása a várost Oroszország csatolta. Sok lakos vett részt az 1863-as Oroszország elleni lengyel felkelésben. Az első világháború utáni függetlenség visszaszerzése után ismét Lengyelországhoz tartozott.
A második világháború alatt, 1939-ben a várost a Szovjetunió megszállta, és Litvánia számára átadta. Aztán a várost ismét a Szovjetunió elfoglalta, 1941 és 1944 között pedig Németország elfoglalta. 1941-ben a németek körülbelül 4000 zsidót gyilkolt meg itt. 1944-ben a várost újra elfoglalta a Szovjetunió, a háború után nem tért vissza Lengyelországba. 1990 óta Litvánia határain belül van.

## Galéria

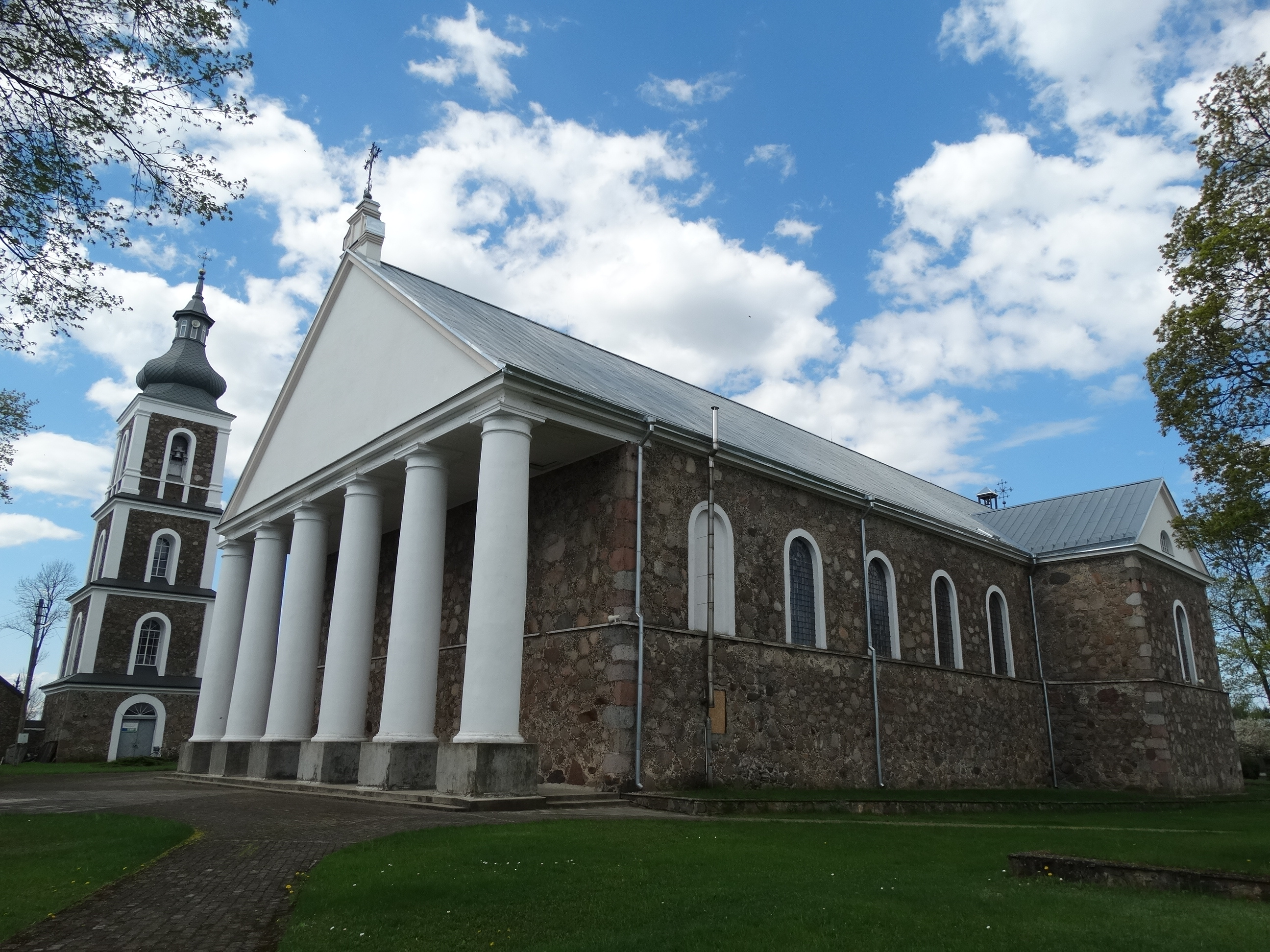
Történelmi katolikus templom
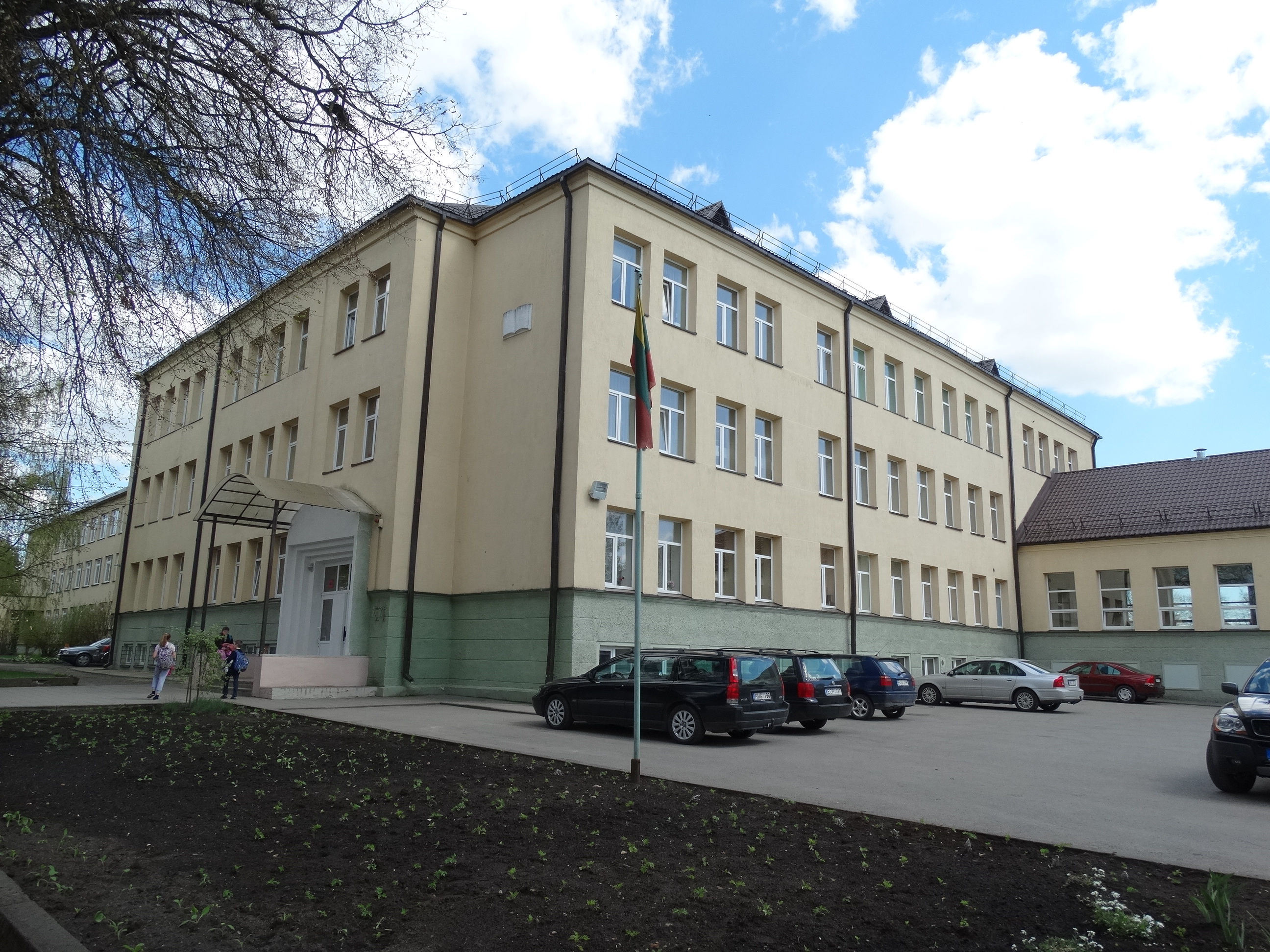
Lengyel iskola
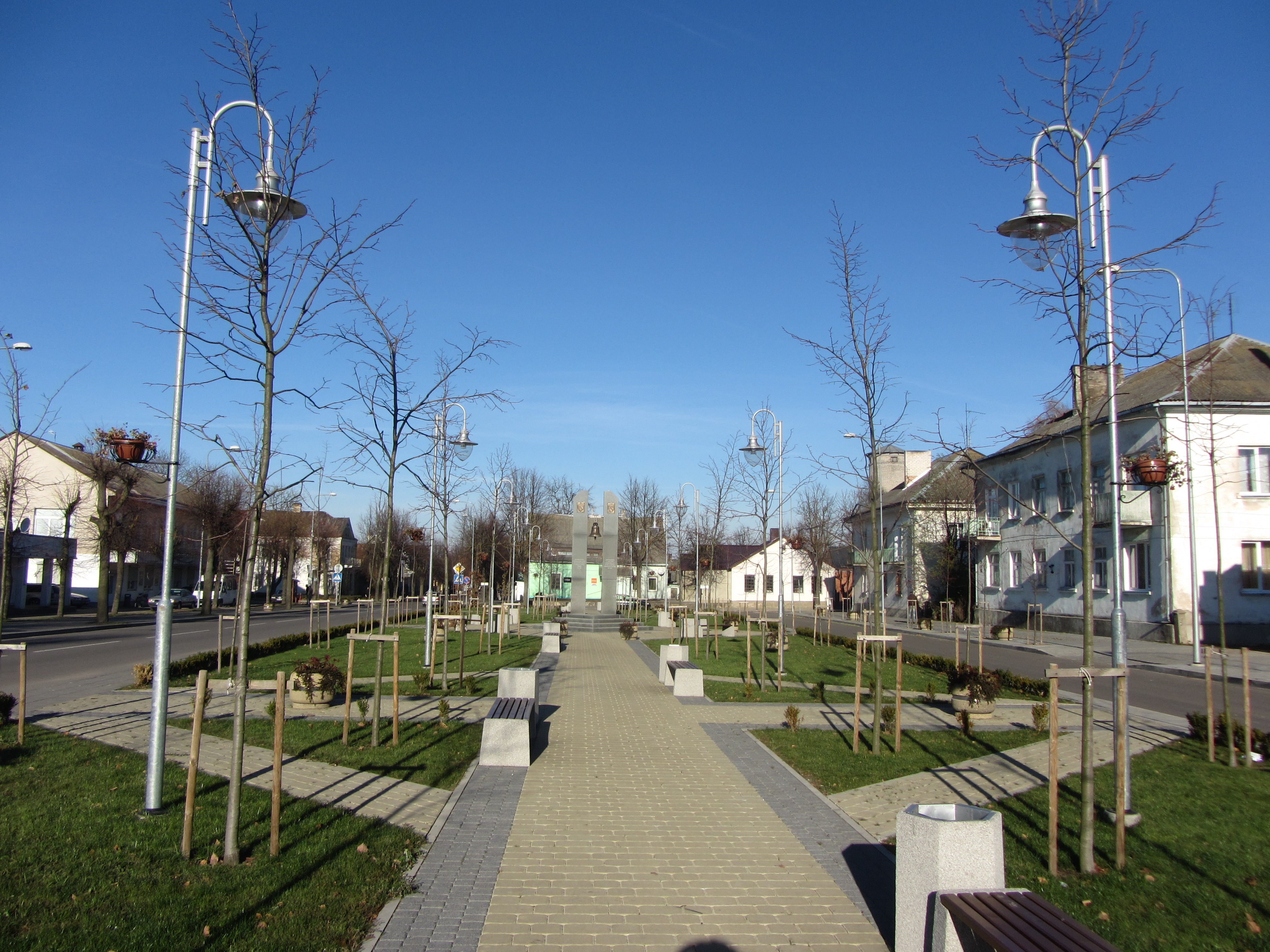
Város központjában
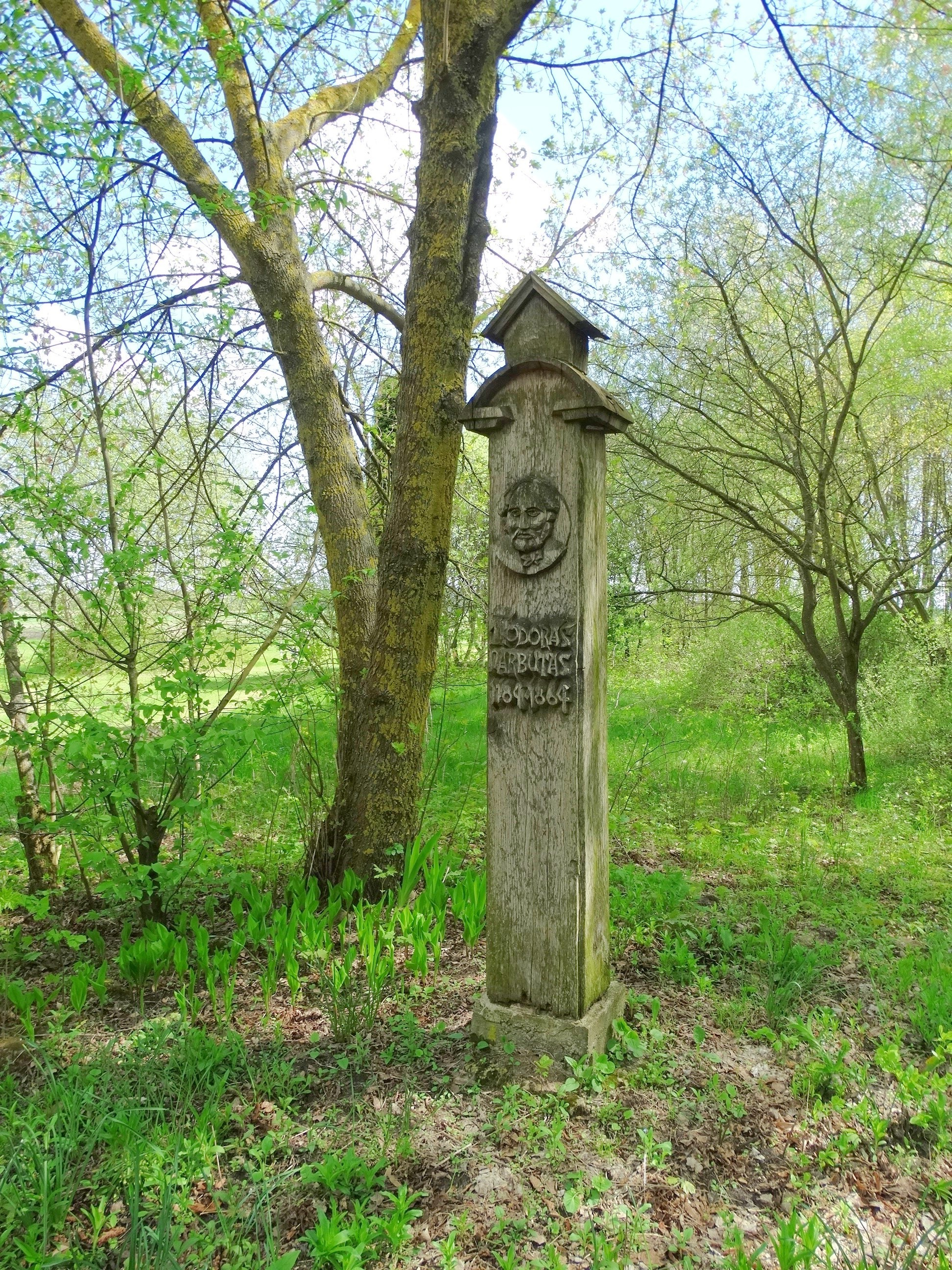
Teodor Narbutt lengyel történész emlékműve
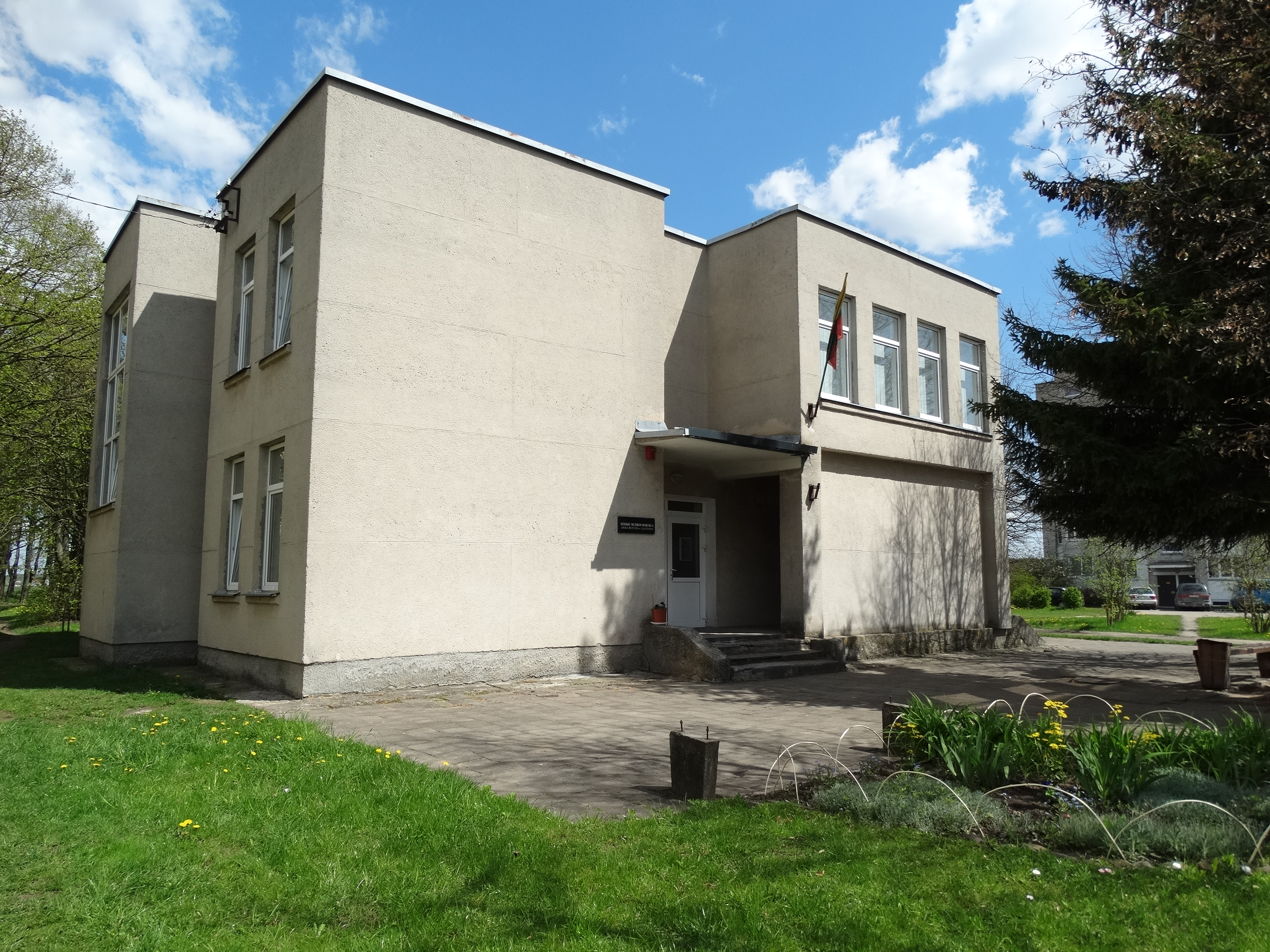
Zeneiskola